# Pinnaspis piperis
Pinnaspis piperis är en insektsart som beskrevs av Sadao Takagi 1963. Pinnaspis piperis ingår i släktet Pinnaspis och familjen pansarsköldlöss. Inga underarter finns listade i Catalogue of Life.